# Tom of Finland (phim)
Tom of Finland là một phim tiểu sử Phần Lan 2017 của đạo diễn Dome Karukoski và được viết bởi Aleksi Bardy. Phim có sự tham gia của Pekka Strang với vai Touko Laaksonen, được biết đến nhiều hơn với tên Tom of Finland, một nghệ sĩ homoerotic người Phần Lan.
Tom of Finland được công chiếu vào ngày 27 tháng 1 năm 2017, tại Liên hoan phim Gothenburg và ngày 24 tháng 2 năm 2017, tại các rạp chiếu phim Phần Lan. Nó được chọn là mục của Phần Lan cho Giải thưởng Hàn lâm cho Phim nói tiếng nước ngoài hay nhất tại Giải thưởng Hàn lâm lần thứ 90, nhưng nó không được đề cử.

## Nội dung
Touko Laaksonen trở về nhà sau khi phục vụ trong Thế chiến II. Trong thời hậu chiến Helsinki, anh tự đặt tên cho mình bằng những bức vẽ homoerotic về những người đàn ông cơ bắp. Trước khi tìm kiếm danh tiếng, anh tìm hiểu mối quan hệ của mình với em gái.

## Diễn viên
- Pekka Strang − Touko Laaksonen aka Tom of Finland
- Lauri Tilkanen − Veli (Nipa)
- Jessica Grabowsky − Kaija Laaksonen
- Taisto Oksanen − Alijoki
- Seumas Sargent − Doug
- Jakob Oftebro − Jack
- Troy T. Scott − Người đàn ông của Tom
- Werner Daehn − Müller
- Þorsteinn Bachmann − Biên tập viên của Hình ảnh vóc dáng

## Tiếp tân

### Giải thưởng
Tại sự kiện điện ảnh Phần Lan 2016 (một "diễn đàn tiến bộ" đang diễn ra cùng với Liên hoan phim quốc tế Helsinki), Tom of Finland đã chia sẻ giải thưởng Best Pitch, chia tiền thưởng với Post Punk Disorder.
Tại năm 2017 Liên hoan phim Gteborg, bộ phim đã giành giải thưởng Fipresci.

### Tiếp tân quan trọng
Trên trang web tổng hợp đánh giá Rotten Tomatoes, bộ phim có tỷ lệ phê duyệt là 81% dựa trên 52 đánh giá, với điểm trung bình là 6,6/10. Trên Metacritic, bộ phim có điểm trung bình có trọng số là 56 trên 100 dựa trên 13 chỉ trích, cho biết "đánh giá hỗn hợp hoặc trung bình".